# Reis de Grècia
Aquesta és la llista dels antics reis de Grècia que utilitzaren el títol de Rei dels Hel·lens.

Bandera del Regne de Grècia de 1833 a 1862

Estendard reial de Grècia del 1862 fins al 1967

## Casa deWittelsbach, 1833-1862
- Otó I de Grècia (1833-1862)

## Casa deSchleswig-Holstein-Sonderburg-Glücksburg, 1863-1924
- Jordi I (1863-1913)
- Constantí I (1913-1917) 1a vegada
- Alexandre (1917-1920)
- Constantí I (1920-1922) 2a vegada
- Jordi II (1922-1924) 1a vegada

## II República Hel·lènica, 1924-1935
- Veure Llista dels Presidents de Grècia

## Casa de Schleswig-Holstein-Sonderburg-Glücksburg (Restaurada), 1935-1973
- Jordi II (1935-1947) 2a vegada
- Pau (1947-1964)
- Constantí II (1964-1973, exiliat des de 1967)